# Crisleidy Hernández
Crisleidy Hernández Guerrero (* 10. Januar 1983) ist eine dominikanische Handballspielerin. Sie gehört sowohl der Hallen- als auch der Beachhandball-Nationalmannschaft ihres Landes an.

## Handball
Hernández begann in ihrer Schule, dem politécnico Nuestra Señora del Carmen mit dem Handballsport. Entdeckt wurde sie gemeinsam mit ihrer Mitschülerin und späteren langjährigen Nationalmannschaftskollegin Nancy Peña beim Basketballspiel.

### Hallenhandball
Hernández spielt für Simon Bolivar Handball. 2004 und 2005 spielte sie für zwei Jahre beim spanischen Verein Lleida Handbol Club und kehrte danach zu Simon Bolivar Handball zurück.
Nachdem sie einige Zeit ein Förderprogramm des dominikanischen Handball-Verbandes durchlaufen hatte, rückte Hernández 1999 erstmals in die Nationalmannschaft auf, der sie seither nur mit kurzen Unterbrechungen angehört. Sie gehörte der Mannschaft bei den beiden größten internationalen Erfolgen an, den Teilnahmen an den Weltmeisterschaften 2007 in Frankreich sowie 2013 in Serbien, wo die Ränge 22 und 23 belegt wurden. 2003, 2011 und 2019 nahm sie mit ihrer Mannschaft an den Panamerikanischen Spielen teil und erreichte dort als größten Erfolg 2011 den Gewinn der Bronzemedaille. 2003 und 2019 belegte die mit der Dominikanischen Republik Rang fünf. Bei den Zentralamerika- und Karibikspielen gewann Hernández 2002 sowie 2018 mit der Dominikanischen Republik den Titel. 2006 wurde die Mannschaft hinter Kuba Zweite, 2014 wurde eine weitere Medaille nach einer Niederlage im Spiel um die Bronzemedaille gegen Mexiko verpasst. Weitere Erfolge waren der Gewinn der Bronzemedaillen bei der Nordamerikanischen und karibischen Handballmeisterschaft der Frauen 2017, wo sie im Spiel um die Bronzemedaille gegen Grönland mit acht Toren die meisten erzielte, sowie den Bolivarischen Spielen 2022. Eine weitere Bronzemedaille gewann sie bei der Handball-Panamerikameisterschaft der Frauen 2007, 2009 verpasste sie den Gewinn einer weiteren Medaille nach einer Niederlage im Spiel um die Bronzemedaille gegen Chile, ebenso bei der Nor.Ca.-Meisterschaft 2019.
In ihrer aktiven Zeit ist Hernández Mutter von mittlerweile drei Kindern geworden, zuletzt während der COVID-19-Pandemie 2021 im schon vergleichsweise fortgeschrittenen Alter von 38 Jahren. Sie engagiert sich auch als Trainerin im Nachwuchsbereich und gewann mit der Schulauswahl des Hauptstadtdistriktes den Titel bei den nationalen Schulspielen. 2019 gelang ihr als Trainerin der männlichen Nachwuchs-Nationalmannschaft der Dominikanischen Republik die Qualifikation für Panamerikanischen Jugendspiele.

### Beachhandball
Die Geschichte der Dominikanischen Republik im Beachhandball ist eng mit Hernández verbunden, die neben Nancy Peña als einzige Spielerin den gesamten Zeitraum seit dem internationalen Debüt bis 2022 als aktive Spielerin mit bestritten hat und dabei an fast allen Turnieren auch aktiv beteiligt war. Sie beginnt sogleich mit einem Höhepunkt, den Weltmeisterschaften 2006. An der Copacabana belegte die Mannschaft den zehnten Rang und war damit die erste Mannschaft Amerikas bei einer weltweiten internationalen Meisterschaft, die nicht aus Südamerika stammte. Zwei Jahre später folgte die erste und einmalige Teilnahme an den Pan-Amerikanischen Meisterschaften, wo die Mannschaft in Montevideo die Bronzemedaille gewann und damit den größten Erfolg ihrer Geschichte erreichte. Im weiteren Jahresverlauf wurde das Team bei seiner zweiten WM-Teilnahme in Cádiz Elfter. Danach dauerte es bis 2008, dass die Dominikanische Republik als eingeladene Mannschaft bei den Juegos Bolivarianos de Playa unter sieben Mannschaften Vierte wurden. Danach dauerte es zehn Jahre, bis die Dominikanische Republik im Rahmen der Nordamerika- und Karibikmeisterschaften 2022 auf die internationale Bühne zurückkehrte. In Acapulco gewann die Mannschaft auf Anhieb die Bronzemedaille. Damit qualifizierte sich die Mannschaft auch für die erstmals durchgeführten Beachgames Zentralamerikas und der Karibik in Santa Marta, Venezuela, wo die Mannschaft das Halbfinale erreichte, im Spiel um Bronze aber Kolumbien unterlag. Im somit für eine Sportlerin fortgeschrittenen Alter von fast 40 Jahren verpasste Hernández nur knapp den Gewinn einer weiteren internationalen Medaille.

## Erfolge
| Halle Weltmeisterschaften - 2007: 22. - 2013: 23. Panamerika-Meisterschaft - 2007: 3. - 2009: 4. Nor.Ca. Championship - 2017: 3. - 2019: 4. | Panamerikanische Spiele - 2003: 5. - 2011: 3. - 2019: 5. Zentralamerika- und Karibikspiele - 2002: 1. - 2006: 2. - 2014: 4. - 2018: 1. Bolivarische Spiele - Bolivarische Spiele 2022: 3. | Beach Weltmeisterschaften - 2006: 10. - 2008: 11. Pan-Amerikanische Meisterschaften - 2008: 3. Nordamerika- und Karibikmeisterschaften - 2022: 3. Beachgames Zentralamerikas und der Karibik - 2022: 4. |